# 篠山線
篠山線（ささやません）は、かつて兵庫県多紀郡丹南町（現・丹波篠山市）の篠山口駅から同郡多紀町（現・丹波篠山市）の福住駅までを結んでいた、日本国有鉄道（国鉄）の鉄道路線である。1972年3月1日に廃止された。

## 路線データ
- 路線距離（営業キロ）：篠山口 - 福住間 17.6 km
- 軌間：1067 mm
- 駅数：6駅（起終点駅含む）
- 複線区間：なし（全線単線）
- 電化区間：なし（全線非電化）
- 閉塞方式：スタフ閉塞式（全線1閉塞）

## 運行形態
1944年3月21日開業時
- 運行本数：篠山口駅 - 篠山駅間9往復、篠山駅 - 福住駅間5往復
- 所要時間：全線35 - 57分

1972年3月1日廃止時
- 運行本数：篠山口駅 - 福住駅間6往復（1往復は休日運休）
- 所要時間：全線33 - 39分
- 貨物列車の運行はなく、気動車が貨車を牽引する混合列車が運行されていた。

## 歴史
太平洋戦争中、丹波地方で産出されるマンガンや硅石輸送と、海沿いを通るため海からの攻撃が懸念された山陽本線のバイパスとして福知山線の篠山駅（現・篠山口駅）と山陰本線の園部駅を結ぶ目的（改正鉄道敷設法別表第78号）で建設された。建設にあたっては、不要不急線として1943年に休止となった有馬線の資材が転用された。1944年に篠山口駅 - 福住駅間が開業し、同時に1913年から篠山駅と篠山町（当時）市街地を結んでいた篠山鉄道が廃止された。しかしながら翌1945年に終戦を迎え、福住駅 - 園部駅間の建設は中止された。
以後、地域輸送に貢献することになるが、園部方面へ早く延長するため篠山町の市街地から離れた丹南町内に篠山駅を置いたため利用者は少なかった。1960年には、国鉄が経営効率の悪い全国50路線について廃止を検討していることが明らかになり、その中に篠山線も含まれていたことから、直後に兵庫県議会が廃止反対決議を満場一致で可決した。1968年には、「赤字83線」のひとつに挙げられた。地域住民は「篠山線廃止反対同盟」を組織した。福知山鉄道管理局は、「廃線プロジェクトチーム」を編成し、住民一人ひとり膝づめ談判をするという「大衆説得方式」で、地元社会との合意形成を推進した。
1970年9月21日には、福知山鉄道管理局長が、以下の方針を沿線各町に示した。
1. 昭和46（1971）年末を目途に廃止したい。
2. 国鉄バスの運転回数を増やし、便利を図る。
3. 国鉄バスのスピードアップを図り、列車への接続をよくする。
4. 実態に即して臨時便の増発を行う。
5. 現在、通勤、通学の定期券所有者にはできる限りの補償をする。
6. 荷物や貨物は篠山口駅の荷物設備を整備して取り扱う。
7. その他、地域発展のためにできる限りの協力する。

同年11月には、地元郡内で「篠山線廃止反対対策協議会」が結成され、署名運動が展開された。しかし、篠山線の営業成績は年々悪化を続け、廃止反対運動はしだいに廃止条件運動へと変わっていった。一切の問題を兵庫県に委譲し、県と国鉄との折衝が実施することになった。1971年3月、兵庫県、地元各町長、国鉄の3者トップ会談が実施され、4月下旬に地元4町から19項目の条件提示をまとめた。6月に、国鉄は数回にわたるトップ会談で最終回答を行った。そこで沿線各町は、多紀町を除いておおむね同意し、8月21日に多紀町議会も同意の確認をした。8月27日に地元自治体と国鉄管理局長の間で、福知山線の複線電化を1980年までに完成させることなどを内容とする覚書を交わして廃線の合意に至り、1972年3月1日をもって廃線となった。なお、その後のさらなる国鉄の財政事情悪化もあり、篠山口駅付近の福知山線が電化されたのは実際には1986年、複線化はさらに遅れ篠山口駅まで完成したのは国鉄分割民営化後の1997年であり、それまで旧篠山線沿線の住民は不便を強いられ、過疎化が進行した。
なお、篠山口駅 - 園部駅間には1934年から園篠線として国鉄バスが運行されており、西日本ジェイアールバスにも継承されたが2002年に撤退、代わってウイング神姫（移管当初は神姫バス）が篠山口駅 - 福住間、京阪京都交通が福住 - 園部駅間を運行している。

### 年表
- 1944年（昭和19年）3月21日：篠山口駅 - 福住駅間 17.6km 開業、篠山駅・八上駅・丹波日置駅・村雲駅・福住駅が開業[1]。
- 1971年（昭和46年）9月7日：篠山口駅 - 福住駅間の廃止問題で、地元と合意に達したので1972年（昭和47年）3月1日実施に移したいと廃止を運輸省に申請。
- 1972年（昭和47年）3月1日：全線廃止[10][2]。

## 駅一覧
接続路線の事業者名は篠山線廃止時。現在は全駅兵庫県丹波篠山市に所在。
| 駅名       | 駅間キロ | 営業キロ | 接続路線               | 所在地       |
| ---------- | -------- | -------- | ---------------------- | ------------ |
| 篠山口駅   | -        | 0.0      | 日本国有鉄道：福知山線 | 多紀郡丹南町 |
| 篠山駅     | 5.0      | 5.0      |                        | 多紀郡丹南町 |
| 八上駅     | 3.8      | 8.8      |                        | 多紀郡城東町 |
| 丹波日置駅 | 1.8      | 10.6     |                        | 多紀郡城東町 |
| 村雲駅     | 3.6      | 14.2     |                        | 多紀郡多紀町 |
| 福住駅     | 3.4      | 17.6     |                        | 多紀郡多紀町 |

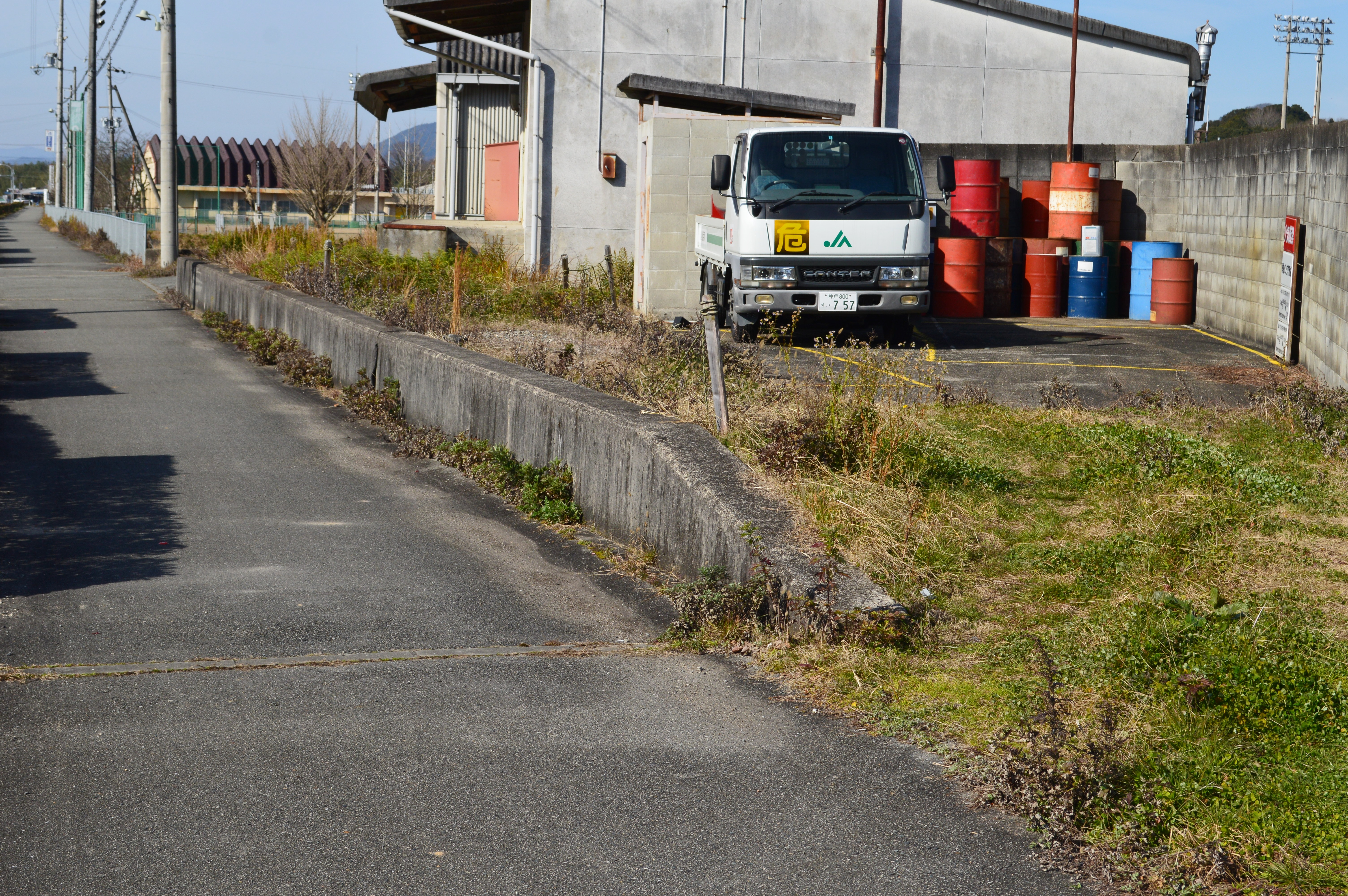
丹波日置駅跡
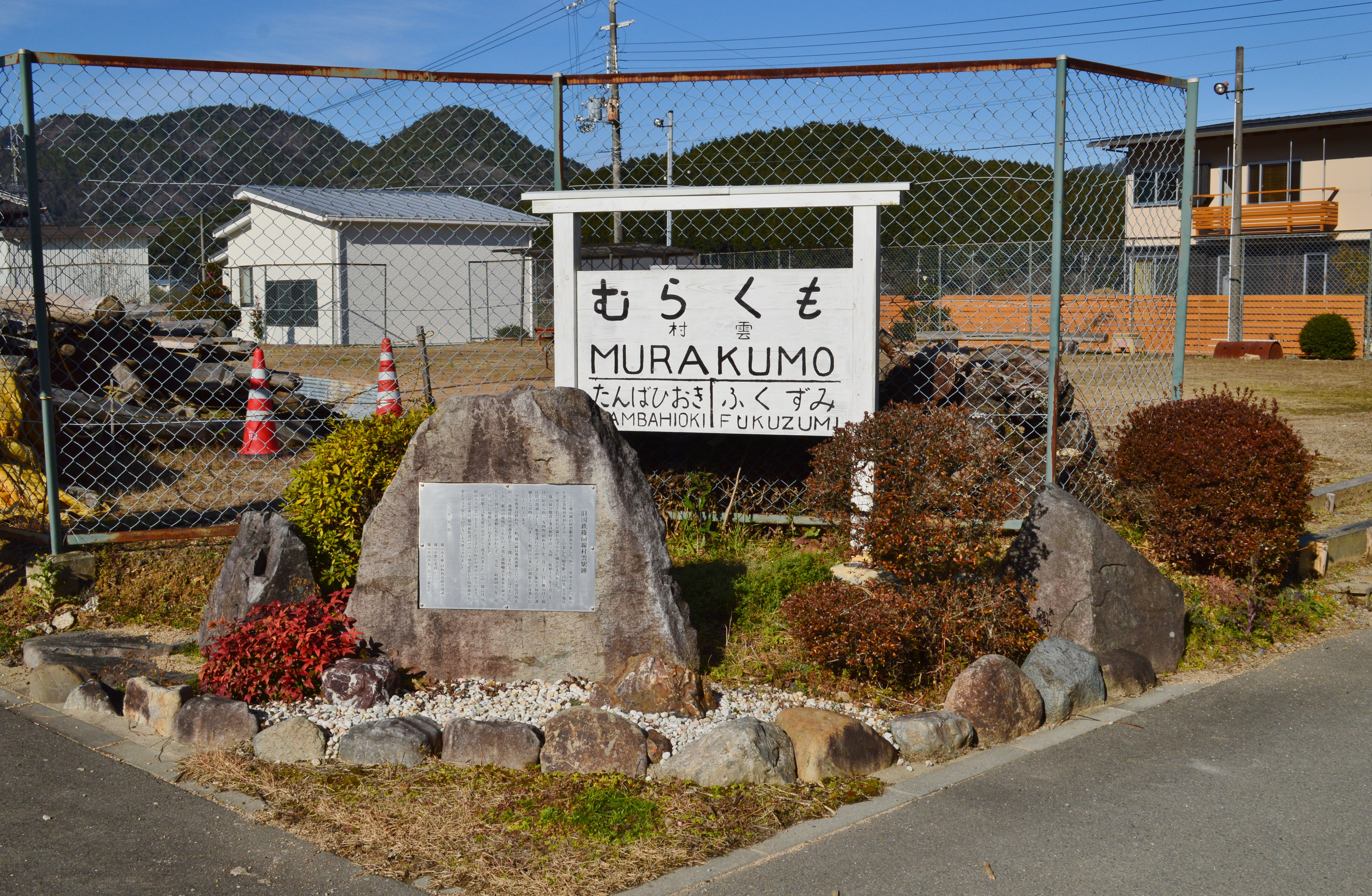
村雲駅跡
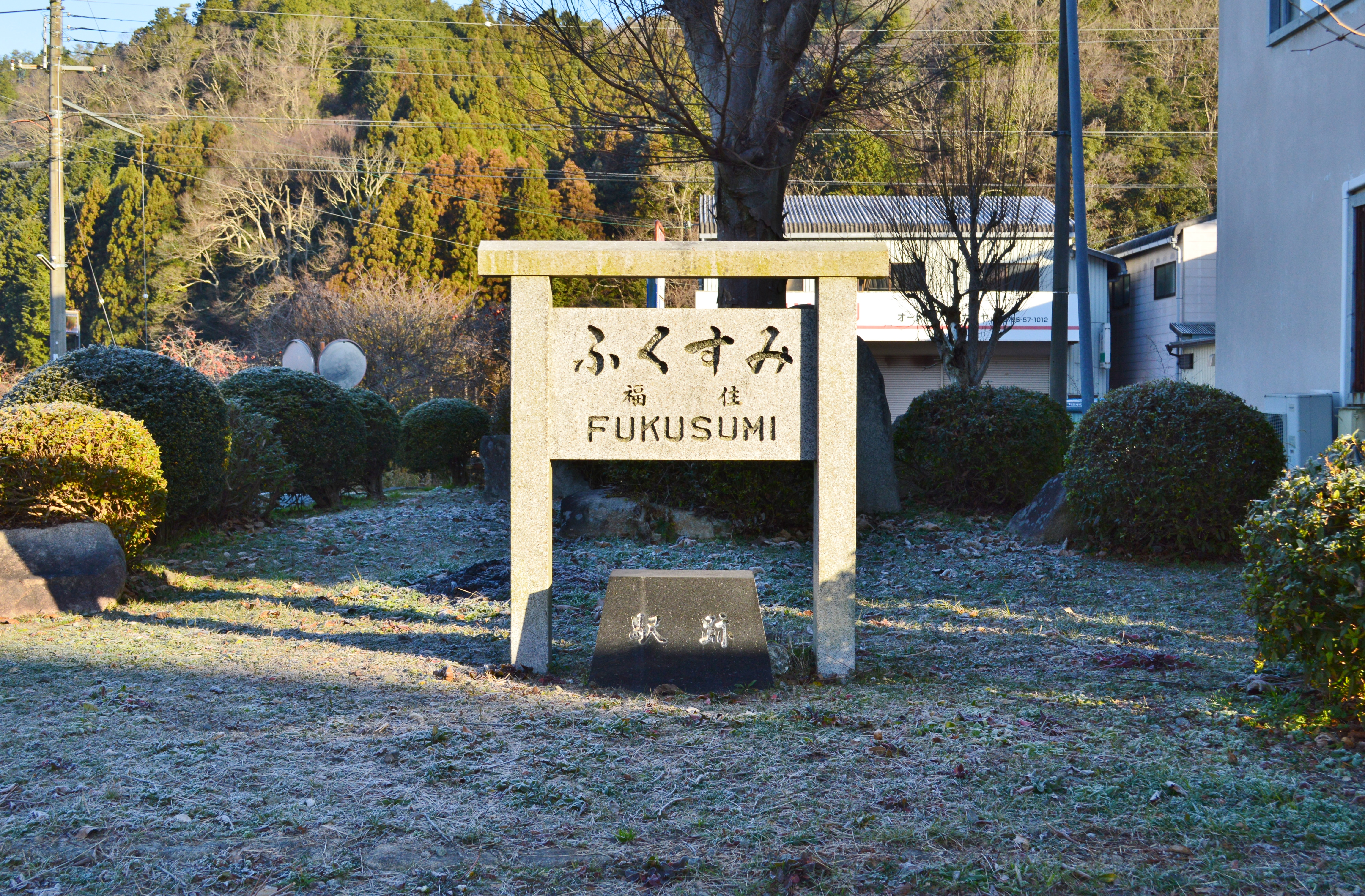
福住駅跡

## 逸話
路線廃止の数年後、篠山線の管轄だった福知山鉄道管理局文書課が作成した国鉄総裁への篠山線廃止上申書や篠山線に関するデータなどといった内部文書に加え、篠山線廃止への理解を住民に呼びかけるパンフレットや篠山線廃止後の補償に関する地元との合意書（何れも複写）などが一括して寄贈された。これらの資料は現在も丹波篠山市に残されており、丹波篠山市立中央図書館（閉架図書のため、受付カウンターでの申請要）にて広く閲覧することが出来る。
2014年（平成26年）3月21日に開業70周年を迎えるにあたり、同年3月15日・16日に市民グループにより企画されたツアーの体験プログラムとして、当時使用されていたレールや枕木を用いて、廃線跡のシンボル的存在であるコンクリート橋梁址にレールが敷設された。このレールはその後も残され、そばを走る道路に「篠山線廃線跡」の掲示も取り付けられている。
2016年（平成28年）2月28日には、地元の町おこし団体の主催で、廃止区間のうち、八上駅周辺約1キロにプラレール5000本を敷き、お別れ列車を再現するイベントが行われた。